# Cuentos de la patrulla pesquera
Son siete relatos breves escritos por el autor estadounidense Jack London (1876-1916). Su título original es Tales of the Fish Patrol y fueron publicados en 1905. Su argumento lo extrae el autor de su particular experiencia como miembro de la Patrulla Pesquera de California.

## Títulos
1. Blanco y amarillo (White and Yellow)
2. El Rey de los Griegos (The King of the Greeks)
3. Incursión contra los ostreros furtivos (A Raid on the Oyster Pirates)
4. El asedio del "Reina de Lancashire" (The Siege of the "Lancashire Queen")
5. El "golpe" de Charley (Charley's "Coup")
6. Demetrios Contos (Demetrios Contos)
7. Pañuelo Amarillo (Yellow Handkerchief)

Pañuelo amarillo 

## Argumento
Los cuentos relatan el trabajo de los patrulleros en la Bahía de San Francisco durante los primeros años del siglo XX en contra de los pescadores furtivos.